# Squircle

Un squircle.

Un squircle est, en géométrie algébrique, une forme mathématique intermédiaire entre un carré et un cercle. C'est un cas particulier d'une superellipse. Le mot « squircle » est un mot-valise des mots anglais « carré » (square) et « cercle » (circle).

## Équation
Dans un système de coordonnées cartésiennes, le squircle centré sur le point (a, b) avec des axes parallèles aux axes de coordonnées est décrit par l'équation:
{\displaystyle \left(x-a\right)^{4}+\left(y-b\right)^{4}=r^{4}}
où r est le petit rayon du squircle (cf. l'équation d'un cercle).
Le cas qui est centré sur l'origine (qui est, avec a = b = 0) est appelée quartique spéciale de Lamé.
La même équation exprimée en coordonnées polaires (avec a = b = 0), à l'aide de la fonction signe est :
{\displaystyle {\begin{aligned}x\left(\theta \right)&={|\cos \theta |}^{\frac {1}{2}}\cdot r\operatorname {sgn}(\cos \theta )\\y\left(\theta \right)&={|\sin \theta |}^{\frac {1}{2}}\cdot r\operatorname {sgn}(\sin \theta ).\end{aligned}}}

## Généralisation
Le squircle est un cas particulier (constaté en utilisant n = 4) de la classe de formes connues comme « supercercles », qui ont l'équation
{\displaystyle \left|x-a\right|^{n}+\left|y-b\right|^{n}=|r|^{n}.\,}
Malheureusement, la taxonomie n'est pas constante, certains auteurs[Qui ?] décrivent la classe comme « supercercles » et le cas spécifique comme un squircle, tandis que d'autres adoptent la convention de nommage contraire. Les supercercles, à leur tour, sont un sous-ensemble de superellipses, qui ont l'équation
{\displaystyle \left|{\frac {x-a}{r_{a}}}\right|^{n}\!+\left|{\frac {y-b}{r_{b}}}\right|^{n}\!=1,\,}
où ra et rb sont les demi-grand axe et demi-petit axe. Les superellipses ont été largement étudiées et popularisées par le mathématicien danois Piet Hein.
Considérant le plan euclidien comme étant un espace vectoriel normé, le squircle est un cas particulier de cercle
{\displaystyle \|\mathbf {x} -\mathbf {x} _{c}\|_{p}=r}
où {\displaystyle \|\cdot \|_{p}} est la p-norme (pour le cas p=4) en {\displaystyle \mathbb {R} ^{2}}, {\displaystyle \mathbf {x} _{c}=(a,b)} est le vecteur indiquant le centre du squircle, et {\displaystyle \mathbf {x} =(x,y)}. Ils représentent l'ensemble des points qui sont à une distance r du centre, mais dont la notion de distance a été redéfinie ; cette distance est appelée distance de Minkowski (en). Le cercle habituel est le cas p=2, alors que le carré est obtenu par le cas {\displaystyle p\to \infty }.

## Surface
La surface à l'intérieur du squircle peut être exprimée comme la surface d'une superellipse avec n = 4 dans le cadre de la fonction gamma, Γ(x), telle que
{\displaystyle \mathrm {Aire} =4r^{2}{\frac {\left(\Gamma \left(1+{\tfrac {1}{4}}\right)\right)^{2}}{\Gamma \left(1+{\tfrac {2}{4}}\right)}}={\frac {8r^{2}\Gamma \left({\frac {5}{4}}\right)^{2}}{\sqrt {\pi }}}={\frac {r^{2}}{2}}{\frac {\Gamma \left({\frac {1}{4}}\right)^{2}}{\Gamma \left({\frac {1}{2}}\right)}},}
où r est le petit rayon du squircle.
En remplaçant les valeurs prises par la fonction Gamma avec leurs valeurs respectives, on obtient finalement :
{\displaystyle \mathrm {Aire} ={\frac {L}{\sqrt {2}}}r^{2},}
où L est la première constante de la lemniscate.

## Formes similaires

### Carré arrondi

Un squircle (en bleu) comparé à un carré arrondi (en rouge).

Une forme semblable à un squircle, appelé un carré arrondi, peut être générée par la séparation de quatre quarts de cercle et la connexion de leurs extrémités avec des lignes droites. Une telle forme est très similaire, mais pas identique à un squircle. Bien que la construction d'un carré arrondi peut être conceptuellement et physiquement plus simple, les squircles ont une équation plus simple et peuvent être générés beaucoup plus facilement. Une conséquence de cela est que le squircle et d'autres superellipses peuvent être redimensionnés très facilement. Ceci est utile lorsque, par exemple, on souhaite créer des squircles imbriqués.

### Cercle tronqué

Différentes formes de cercles tronqués.

Une autre forme est le cercle tronqué, avec la limite de l'intersection des régions délimitée par un carré et d'un cercle concentrique dont le diamètre est à la fois plus grand que la longueur du côté du carré et plus petite que la longueur de la diagonale du carré (de sorte que chaque figure a des points intérieurs qui ne sont pas dans l'intérieur de l'autre). De telles formes n'ont pas de tangente continue, contrairement aux superellipses et carrés arrondis.

## Utilisations
Les squircles sont utiles dans le domaine de l'optique. Si la lumière est transmise à travers une ouverture carrée à deux dimensions, le point central du motif de diffraction peut être étroitement représenté par un squircle ou supercercle. Si une ouverture rectangulaire est utilisée, le point peut être approximé par une superellipse.
Les squircles ont également été utilisés pour construire des assiettes. Une assiette en forme de squircle a une surface plus large (et peut ainsi contenir plus de nourriture) qu'une circulaire avec le même rayon, mais occupe toujours la même quantité d'espace dans un placard rectangulaire ou carré. C'est encore plus vrai pour une assiette carrée, mais il y a divers problèmes (tels que la fragilité et la difficulté de l'essuyage de la sauce[réf. incomplète]) associés aux coins d'assiettes carrées.
Nokia est étroitement associé au squircle, l'ayant utilisé comme un bouton de pavé tactile sur de nombreux téléphones,.
Le constructeur automobile italien Fiat a utilisé de nombreux squircles dans le design intérieur et extérieur de la troisième génération de Panda.[réf. nécessaire]
Apple est également connu pour son utilisation du squircle au sein de ses systèmes d'exploitation (iOS, macOS, tvOS et watchOS), mais aussi sur ses produits tels que les iMac, les MacBooks, les iPhones, les iPads, les Apple Watchs, les iPods, les Apple TVs, et d'autres accessoires comme le boitier de transport et charge de ses AirPods les écouteurs sans fils de la marque. La marque à la pomme est également connue pour avoir déposé des brevets liés aux squircles portant sur le design de ses produits.